# Reformation und Gegenreformation in Frankreich

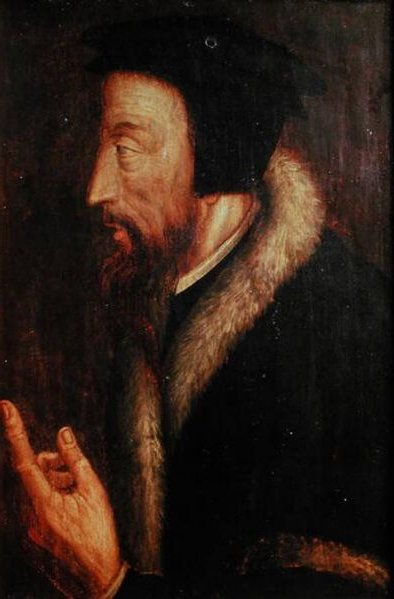
Jean Calvin

Reformation und Gegenreformation waren widersprüchliche Entwicklungen in Frankreich im 16. und 17. Jahrhundert.

## Anfänge

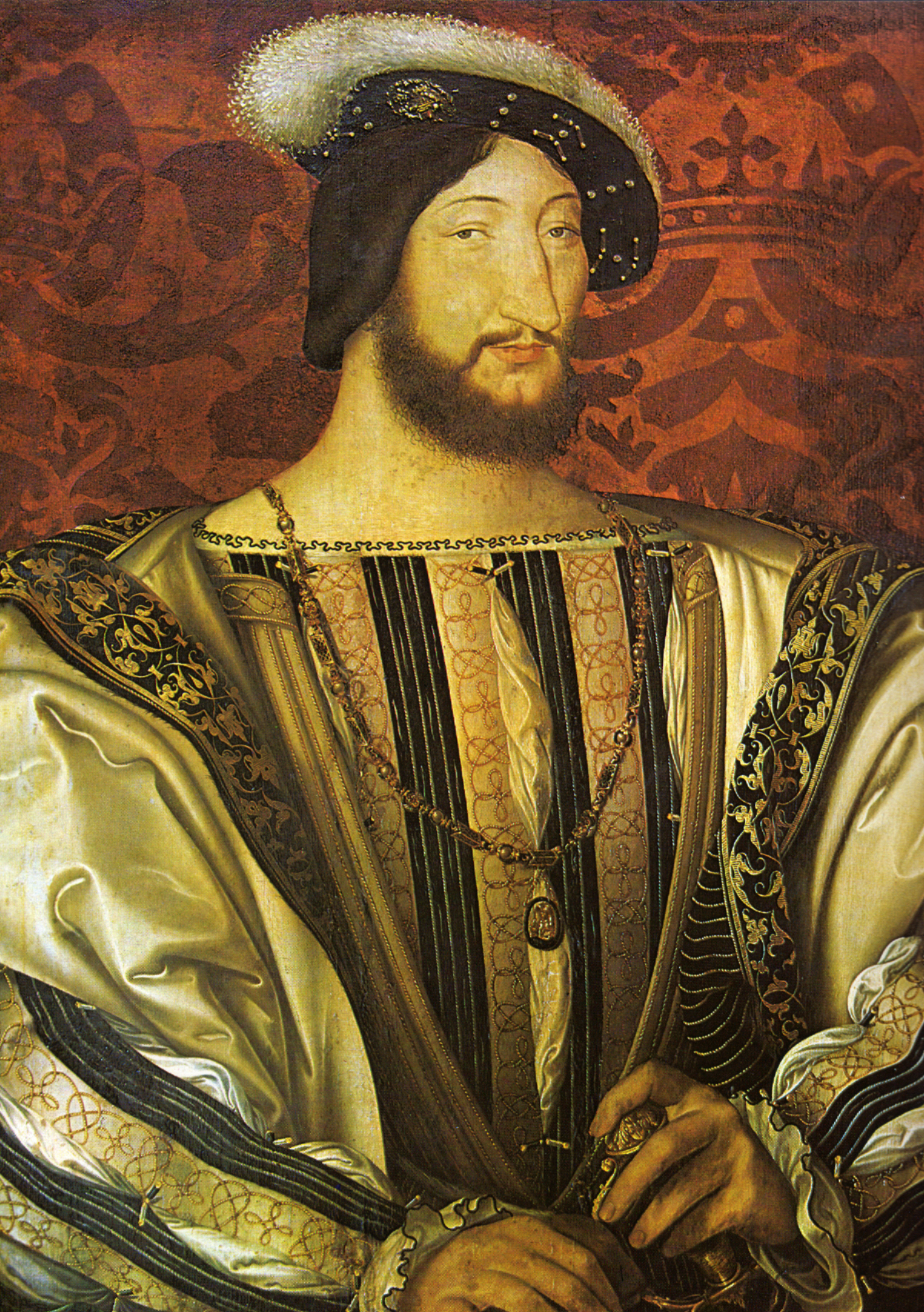
Franz I.

Um die Zeit, als in Deutschland durch die Thesen Luthers die Reformation begonnen hatte (1517), gab es in Frankreich eine Situation, in der das Luthersche Gedankengut auf fruchtbaren Boden fallen konnte:
Franz I., der Frankreich seit 1515 regierte, hatte zu dieser Zeit die katholische Kirche zunehmend zu einem Verwaltungsorgan des Staates aus- und umgebaut: Seit dem Konkordat von Bologna 1516 hatte er das Recht, die hohen Ämter der französischen Kirche nach eigenem Willen zu besetzen. Er nutzte dies geschickt, um den französischen Hochadel in den entsprechenden Positionen unterzubringen und ihn sich auf diese Weise zu verpflichten. Die Infrastruktur der Kirche war für Franz ebenfalls von Bedeutung: Ihre Präsenz in allen Städten und Dörfern, die hohe Reichweite, die die Pfarrer in ihren Gemeinden erzielen konnten, und die Familienregister, die die Pfarreien führten, waren Elemente, die er für verwaltungstechnische Aufgaben, zum Beispiel die Veröffentlichung von Edikten, einspannen konnte.
Insbesondere in Paris führte diese Verweltlichung zu Widerspruch von humanistischen Kreisen, insbesondere um Erasmus von Rotterdam (Didier Érasme) und Jacques Lefèvre d’Étaples (Jakob Faber). Um 1520 beginnt man, in diesen Zirkeln die Thesen Luthers zu diskutieren, die die heilige Schrift zum Maßstab des Glaubens machen und die Trennung von Staat und Kirche einfordern. Die theologischen Thesen Luthers werden zunächst auch vom Königshaus eher positiv aufgenommen. So waren die Schwester des Königs, Margarete von Navarra, und der Bischof von Bayonne, Jean du Bellay, sowie dessen Bruder Guillaume Mitglieder der Gruppe um Lefèvre.
Franz I., ohnehin sehr aufgeklärt und aufgeschlossen, zudem wohl noch durch seine Schwester beeinflusst, zeigte sich ebenfalls gegenüber den theologischen Aspekten der beginnenden Reformationsbewegung nicht abgeneigt. So hielt er zum Beispiel über Lefèvre seine schützende Hand, als gegen diesen nach einer Abhandlung über Maria Magdalena ein Prozess wegen Ketzerei angestrengt worden war. Die Reform einer Kirche von innen heraus war, zumindest was die theologischen Deutungen angeht, nichts, was Franz I. hätte fürchten müssen.
Zunächst einmal durfte also in der Zeit etwa um 1520 der reformatorische Gedanke auch in Frankreich Fuß fassen. Von den Humanisten fand er auch rasch seinen Weg ins gehobene Bürgertum, wo die vorhandenen weitreichenden Handelsbeziehungen nicht nur Waren, sondern auch Ideen schnell verbreiten halfen.

## Beginnende Verfolgung
Sehr schnell setzte jedoch eine katholische Gegenbewegung ein. Die Amtsträger der Kirche sahen ihre Lehren durch die aufkommende Bewegung gefährdet: 1521 wurde Luther vom Papst exkommuniziert, die Pariser Universität Sorbonne verdammte seine Lehren. Franz I. geriet dadurch zunehmend unter Druck, und zwar aus zwei Gründen:
- Der erste war innenpolitischer Natur: Nach 1520 wurde schnell deutlich, dass die Reformation eben nicht nur eine theologische Angelegenheit war, die sich in den Studierzimmern der Gelehrten breit machte, sondern dass die Thesen die bestehende klerikale (und eng damit verbunden auch die weltliche) Machtstruktur anzugreifen begannen. Franz konnte kein Interesse daran haben, dass die Reformer jetzt am Stuhl derjenigen Adeligen sägten, denen er gerade kirchliche Ämter, Würden und Einnahmequellen verschafft hatte, und die eine wesentliche Stütze seiner Herrschaft über Frankreich darstellten.
- Zum zweiten befand sich Franz I. zu dieser Zeit mit den Habsburgern, genauer gesagt, mit dem deutschen Kaiser Karl V. in einem schweren Konflikt. Frankreich war über die Niederlande, Deutschland und Spanien von den Habsburgern in die Zange genommen, in Norditalien befand sich Frankreich im offenen Krieg mit den Habsburgern. Hätte Franz der Reformation in Frankreich freien Lauf gelassen, so hätte er auch noch Rom gegen sich gehabt, und Karl V., der 1521 über Luther die Reichsacht verhängt hatte, wäre – dann von Rom unterstützt – von einer Invasion Frankreichs nicht mehr abzuhalten gewesen. Auch diese außenpolitische Überlegung zwang Franz dazu, sich mehr und mehr vom Protestantismus zu distanzieren.

So kam es zunehmend zu Repressalien gegen die Protestanten, die sich zu einer Verfolgung zumindest des öffentlichen Protestantismus ausweiteten: Die erste Hinrichtung eines französischen Protestanten ist für den 8. August 1523 belegt, als der Augustinermönch Jean Vallière in Paris am Pfahl verbrannt wurde.

## Untergrundkirche

Violett gefärbt sind im 16. Jahrhundert hugenottische Gebiete auf der Karte Frankreichs (in den Grenzen von 1685). Hellviolett sind in französischen Religionskriegen umstrittene Gebiete. Gelistet sind places de sûreté protestantes. Blau gefärbt sind zumeist deutschsprachige lutherische Gebiete der Elsaß, die Frankreich 1648 annektierte.

Der Protestantismus wurde bis etwa 1530 zunehmend in den Untergrund gedrängt. Ein Teil der Protestanten floh, unter anderem in die reformierten Orte der Schweiz, wo Ulrich Zwingli gerade dabei war, die katholische Kirche komplett zu entmachten. Ins politische Aus gedrängt, traten die Protestanten aus dem Untergrund jedoch zunehmend provokativer auf. Zu den ersten größeren Auseinandersetzungen zwischen Katholiken und Protestanten kam es 1534 über die Affaire des Placards, bei der in Paris und vier weiteren Städten antikatholische Plakate angeschlagen wurden. Die Messe der Katholiken wurde darauf als Götzendienst bezeichnet. Verschiedene Marienstatuen wurden verunstaltet. Nachdem die Verantwortlichen für diese Aktion auf den Scheiterhaufen gebracht worden waren, blieb das Verhältnis zwischen beiden Seiten angespannt.
Etwa um 1533 schloss sich Johannes Calvin in Paris dem Protestantismus an. Bis zu dieser Zeit wäre auch er eher als katholischer Humanist denn als Reformierter zu bezeichnen. Nach einer protestantisch gefärbten Rede von Nicolaus Cop, dem Rektor der Universität Paris, die höchstwahrscheinlich unter Beteiligung Calvins entstand, mussten beide aus Paris fliehen.
Doch trotz der Unterdrückung erhielt die Bewegung noch immer Zulauf. Um 1523 bildete sich in Meaux die erste protestantische Gemeinde in Frankreich, 1546 kam es dort zu den ersten Verbrennungen evangelischer Christen, darunter Pierre Leclerc. 1559 fand in Paris die erste Nationalsynode der reformierten Christen Frankreichs statt. Man verabschiedete eine Kirchenordnung und die Confessio Gallicana. 15 Gemeinden schickten ihre Abgesandten; zu der nächsten, die zwei Jahre später stattfand, waren schon etwa 2.000 Gemeinden vertreten. Zu Beginn der 1560er Jahre hatten die reformierten Untergrundkirchen etwa zwei Millionen Anhänger, was ungefähr zehn Prozent der französischen Gesamtbevölkerung entsprach.
Diese reformierten Gemeinden waren jedoch nicht mehr lutherisch geprägt: Die Verfolgung hatte enge Bande der französischen Reformierten zu dem in Genf lebenden Calvin entstehen lassen. Zwischen 1535 und 1560 durchdrang zunehmend der Calvinismus das französische Protestantentum, und der Calvinismus war es, der den Dissidenten Zulauf verschaffte. So kam auch der Name „Hugenotten“ auf.

## Hugenottenkriege

Bartholomäusnacht, Gemälde von François Dubois

Bartholomäusnacht, Kupferstich von Gaspard Bouttats

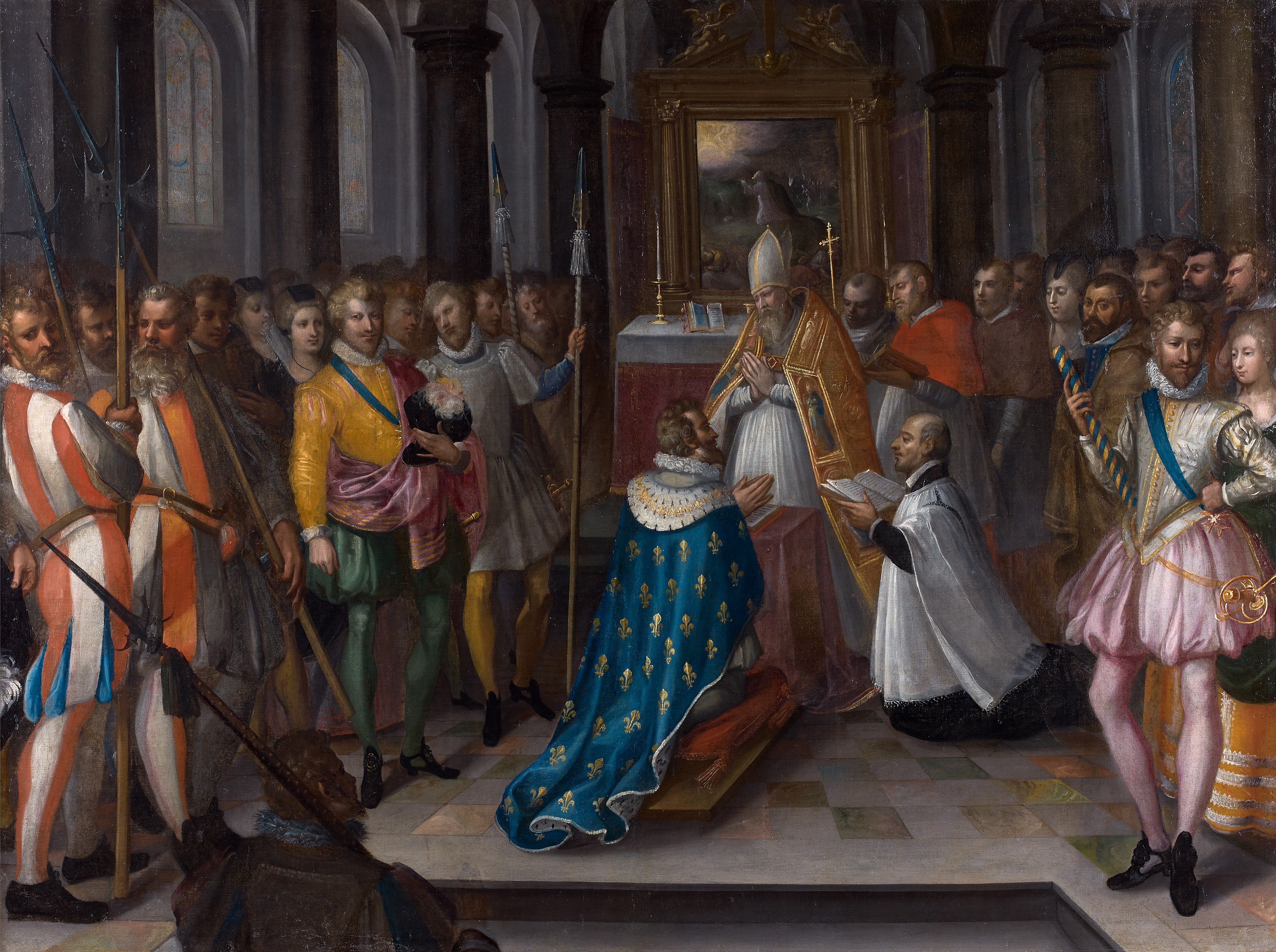
Abjuration vom Heinrich IV., König von Frankreich und Navarra, am 25. Juli 1593 in der Kathedrale von Saint-Denis

1547 starb Franz I., und sein Sohn Heinrich II. bestieg den Thron Frankreichs. Er setzte die Repression gegenüber den Hugenotten unvermindert fort.
Heinrich II. wollte ähnliche Zustände wie im Heiligen Römischen Reich in jedem Fall verhindern. Zunehmend hatten sich jetzt auch Adelige den Hugenotten angeschlossen, und eine Übereinkunft nach dem Augsburger Prinzip für Frankreich hätte die unter Franz I. erfolgreich verlaufende Zentralisierung Frankreichs schwer beschädigt. Damit begann endgültig die politische Diskriminierung des Protestantismus in Frankreich.
Die Einrichtung einer neuen Behörde und der Erlass dreier Edikte führten zu einer Verschärfung der Unterdrückungsmaßnahmen gegen die Hugenotten. So wurde in Paris die Chambre ardente eingerichtet, eine Behörde, die die hugenottischen Parlamentsabgeordneten verfolgte. Diese Kammer richtete Heinrich bereits im ersten Jahr seiner Regentschaft ein. Im Juni 1551 wurde dieses Prinzip im Edikt von Châteaubriand dann auch auf die Provinzparlamente ausgedehnt. Das Edikt von Compiègne folgte im Juli 1557: „die Ordnung in irgendeiner Weise störende“ Protestanten wurden der weltlichen Gerichtsbarkeit unterstellt; die Verurteilung wegen Häresie ließ Heinrich noch in den Händen der Kirche. Den Schlusspunkt setzte er dann am 2. Juni 1559 im Edikt von Écouen: Von nun an durften die Gerichte für Häresie nur noch die Todesstrafe verhängen. Kurz nach dem Edikt starb Heinrich.
Unter Heinrichs Sohn Franz II. hielt die begonnene Vertreibung an. 1562 überfielen katholische Soldaten bei Vassy Protestanten während eines Gottesdienstes. Die Bartholomäusnacht 23./24. August 1572 in Paris löst erneute zahlreiche Flüchtlingsströme aus. Wichtige protestantische Persönlichkeiten wurden ermordet. Die Zahl der Todesopfer betrug in Paris etwa 3.000 und auf dem Lande zwischen 10.000 und 30.000. Schließlich brachte 1598 das Edikt von Nantes eine zeitweilige Beruhigung der Lage, die jedoch nur bis zur Eroberung von La Rochelle (1628) anhielt. Nach dem Tod Kardinal Mazarins übernahm der „Sonnenkönig“ Ludwig XIV. 1661 die Regierung und leitete eine groß angelegte mit Bekehrungs- und Missionierungsaktionen verbundene systematische Verfolgung der Protestanten ein, die er aufgrund der einsetzenden Flüchtlingswellen 1669 mit einem Emigrationsverbot verband und die schließlich in den berüchtigten Dragonaden 1681 ihren Höhepunkt fanden. Trotz Verbotes verließen im Laufe von etwa fünfzig Jahren ca. 200.000 Flüchtlinge ihre Heimat.
Im Edikt von Fontainebleau 1685 widerrief Ludwig XIV. das Edikt von Nantes. Wer nunmehr als Protestant erkennbar war, wurde mit Haft oder Galeerenstrafe belegt. Daraufhin begaben sich viele in eine Untergrundkirche und leisteten teilweise in den Cevennen Widerstand (Camisarden). Dort kam es in den Jahren 1703 bis 1706 zum Bürgerkrieg, worauf Ludwig XIV. über 400 Dörfer dem Erdboden gleichmachen ließ. Das Psalmensingen und Bibellesen wird mit hohen Strafen belegt. Viele Menschen traten zwangsweise zum Katholizismus über, auch um den gefürchteten Dragonaden zu entgehen. Aber der Protestantismus ließ sich nicht ausrotten, weil die verfolgten und bestraften Protestanten als Märtyrer verehrt wurden.
Da die Angehörigen der protestantischen Oberschicht, darunter die meisten Geistlichen, ins Ausland flohen, wurde die Kirche durch Laienpastoren geleitet, die sich durch eine göttliche Eingebung berufen fühlten. Deshalb kamen prophetische und ekstatische Formen der Religiosität auf. Sie wurden in der Bewegung der Inspirierten in ganz Europa wirksam.
In den Nachbarländern fanden die besitzlos gewordenen Hugenotten, die zur leistungsfähigsten Schicht der Gesellschaft zählten, bei den Herrschern bereitwillige Aufnahme, Privilegien und Kredite, was in der übrigen Bevölkerung wiederum Unverständnis, Neid und Anfeindungen auslöste. Zumal stießen sie als Reformierte auf Lutheraner, so dass sie wiederum eine religiöse Minderheit verkörperten.
Zu den Ländern, die für etwa 200.000 Hugenotten eine neue Heimat wurden, zählten die Schweiz, die Niederlande, England, Deutschland und Amerika. So wurden mit dem Edikt von Potsdam vom 29. Oktober 1685 die reformierten Hugenotten im lutherischen Preußen aufgenommen.
Sie sorgten für eine Blüte der Wirtschaft und besonders der Landwirtschaft und öffneten für das kulturelle und Geistesleben weite Horizonte. Vor allem entwickelten sie maßgeblich Textil- und Seidenmanufakturen und -gewerbe (Seidenraupenzucht), führten den Tabakanbau ein (schwerpunktmäßig in der Uckermark mit dem Zentrum Schwedt/Oder) und waren in Schmuckanfertigung und -handel tätig.
In Frankreich dagegen schuf erst unter Ludwig XVI. das Toleranzedikt 1787 eine neue Möglichkeit protestantischen Lebens.